# Siret
|  | No s'ha de confondre amb Siret (Suceava). |

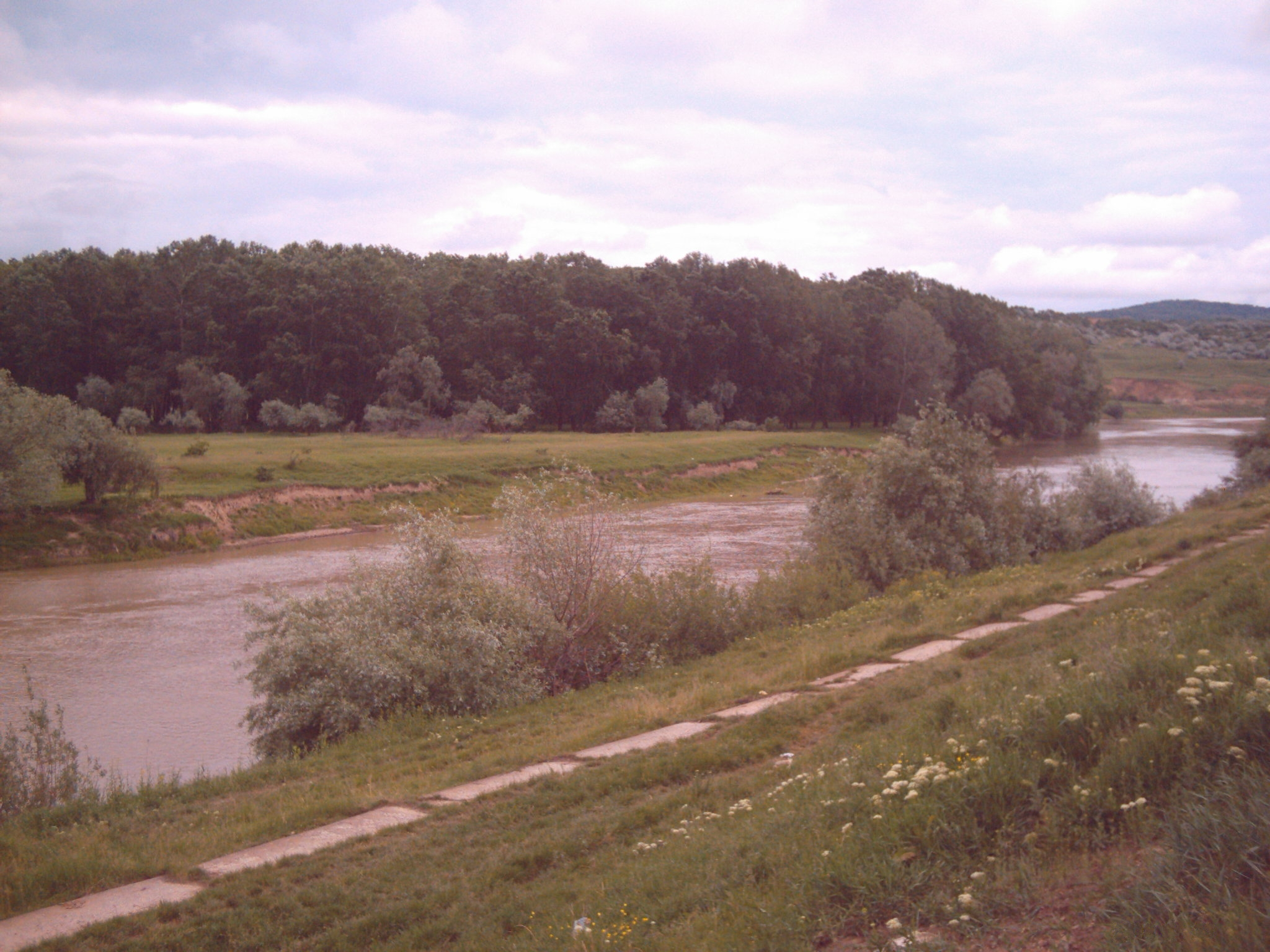
Riu Siret prop de la ciutat de Roman

El Siret (romanès: Siret; ucraïnès: Сірет, transcrit: Siret; rus: Серет, transcrit: Seret; hongarès: Szeret; noms en l'antiguitat: Hierasus) és un afluent esquerre del Danubi amb una llargada de 706 km. El Siret neix als Carpats d'Ucraïna, a l'óblast de Txernivtsí, regió de Bucovina nord. Travessa la província romanesa de Moldàvia. Té 110 km a Ucraïna i 596 km a Romania. Desemboca al Danubi prop de la ciutat de Galaţi. El riu forma part de la gran conca hidrogràfica d'afluents romanesos al Danubi.